# Коленовери (Л'Аквила)
Коленовери (итал. Collenoveri) је насеље у Италији у округу Л'Аквила, региону Абруцо.
Према процени из 2011. у насељу је живело 24 становника. Насеље се налази на надморској висини од 902 м.